# August Jaeger
August Johannes Jaeger (Düsseldorf, 18 marzo 1860 – Muswell Hill, 18 maggio 1909) è stato un editore inglese, tedesco di nascita, che ebbe una stretta amicizia con il compositore inglese Edward Elgar.

## Biografia
August Johannes Jaeger nacque a Düsseldorf, in Germania. Nel 1878 si trasferì a Londra, dove lavorò per la prima volta in una ditta di stampa di mappe. Nel 1890 entrò a far parte della casa editrice musicale londinese Novello come curatore musicale.
La relazione di Elgar con Jaeger è documentata nel libro di Percy M. Young che mostra undici anni di corrispondenza, Lettere a Nimrod. Jaeger conobbe Edward Elgar alla fine del 1897, quando era direttore dell'ufficio editoriale di Novello e la loro prima corrispondenza riguardò la pubblicazione di Te Deum and Benedictus di Elgar. Il suo consiglio, l'amicizia e l'incoraggiamento divennero inestimabili per Elgar, per esempio facendo sì che il compositore rielaborasse molti famosi passaggi musicali, incluso il finale delle sue Variazioni su un tema originale (Enigma Variations) e la parte culminante de Il sogno di Geronte. Jaeger è stato immortalato nella famosa nona variazione "Nimrod" delle Variazioni, che ricorda una conversazione sui movimenti lenti di Beethoven (Nimrod era un cacciatore biblico, un gioco di parole sulla parola tedesca per cacciatore, Jäger).
Jaeger sosteneva il lavoro del giovane compositore Samuel Coleridge-Taylor, assicurando ad Elgar che Coleridge-Taylor era "un genio".
Nel 1898 Jaeger sposò Isabella Donkersley di Magdale, a Honley vicino a Holmfirth nel West Yorkshire, una violinista e allieva di talento di Henry Holmes presso il Royal College of Music ed ebbero due figli.
All'inizio del 1905 Jaeger si ammalò di tubercolosi e andò a Davos in Svizzera, ma stava ancora ricevendo una pensione da Novello. Dopo la lunga e deprimente malattia, durante la quale lui ed Elgar continuarono a scriversi per questioni musicali, Jaeger morì a Muswell Hill il 18 maggio 1909.
La famiglia cambiò il nome in "Hunter" dopo la prima guerra mondiale.

## Opere
- Note analitiche e descrittive delle opere di Elgar: The Apostles (1903); The Dream of Gerontius (1904); The Kingdom (1906); Falstaff
- Note per i programmi dei concerti della Queens Hall (1903-1906)